# Albert Van Roey
Albert Carolus Maria Van Roey (Vorselaar, 24 april 1915 - Leuven, 19 januari 2000) was priester hoogleraar theologie en Oosterse filologie en geschiedenis aan de Katholieke Universiteit Leuven.

## Leven
Albert Van Roey werd geboren op 24 april 1915 in Vorselaar. Van 1936 tot 1937 loopt hij legerdienst en van 1938 tot 1944 was hij student aan de Katholieke Universiteit Leuven. In 1939 werd hij ingewijd tot priester en 5 jaar later werd hij gedurende een jaar leraar aan de Katholieke Normaalschool te Antwerpen. Van Roey werd professor aan het Sint-Jozef Seminarie in Mechelen van 1947 tot 1949. Datzelfde jaar werd hij docent aan de Katholieke Universiteit Leuven tot 1953 wanneer hij benoemd werd tot hoogleraar tot 1983. In 1957 werd hij benoemd tot erekanunnik en een jaar later werd Van Roey directeur van Zusters van Maria te Leuven. In 1962 was zijn incardinatie tot het bisdom Antwerpen. Daarnaast was hij nog lid van het Departement Oosterse Studies Faculteit Letteren, voorzitter van het Corpus Christianorum Series Graeca en redactielid van het Corpus Scriptorum Christianorum Orientalium.

## Werken
Een aantal van zijn werken zijn:
- Les études syriaques d'Andreas Masius, 1978
- Tractatus contra Damianum, 1994 - 2003